# Augustin Barruel
Augustin Barruel, nom de naixement Augustin de Barruel (Vilanòva de Berg, Ardecha, 2 d'octubre de 1741 - París, 5 d'octubre de 1820), va ser un sacerdot jesuïta, periodista i polemista catòlic francès ultramuntà. Ara se'l coneix sobretot per donar a conèixer la teoria de la conspiració que implicava els Illuminati bavaresos i els jacobins al seu llibre Mémoires pour servir à l'Histoire du Jacobinisme, publicat el 1797. En síntesi, Barruel va escriure que la Revolució Francesa va ser planejada i executada per les societats secretes.

## Pensament
L'obra va tenir un gran èxit i va ser traduïda a nombroses llengües i reimpresa diverses vegades. Sosté que els Illuminati de Baviera, grup fundat el primer de maig de 1776 per Adam Weishaupt, volia infiltrar-se a la francmaçoneria a fi de manipular-la contra l'Església i la Reialesa, utilitzant filòsofs ateus, francmaçons i illuminati; aquesta és la que va ser anomenada "conspiració dels filòsofs" que va conèixer gran èxit en els mitjans contrarevolucionaris. Les seves teories són semblants, però independents, a les del seu contemporani el científic francmaçó John Robison.
Les seves obres van tenir una gran repercussió entre els propagandistes monàrquics absolutistes i els carlins i tradicionalistes espanyols. Van ser traduïdes pel bisbe de Vic Ramon Strauch i Vidal i repetides incessantment per Fernando de Ceballos, Rafael de Vélez, Francisco Alvarado, Agustín de Castro, Nicolás Díaz el Setabiense, Lorenzo Hervás y Panduro i altres propagandistes del clericalisme reaccionari antiliberal i ultracatòlic.